# Françoise Blomme
Pour les articles homonymes, voir Blomme.
Françoise Blomme, née en 1933 à Uccle, est une architecte et écrivaine belge. Elle a co-fondé le bureau d'architecture bruxellois CERAU (Centre d'études et de recherches d'architecture et d'urbanisme) en 1968. Sa pratique de l'architecture se caractérise par un intérêt pour l'environnement et pour l'architecture destinée aux enfants, notamment aux enfants malades.

## Biographie
Françoise Blomme est issue d'une famille d'architectes belges. Son grand-père est Adrien Blomme (1878-1940), un architecte bruxellois moderniste ayant réalisé de nombreux ouvrages à Bruxelles. Son père est Yvan Blomme (1906-1961), architecte également. Elle naît à Uccle le 5 février 1933 et y étudiera à l'école Decroly avant d'entamer ses études supérieures en architecture.
En 1956 elle épouse l'architecte José Vandevoorde. Ensemble ils prendront la succession du bureau d'architecture d'Yvan Blomme à sa mort en 1961. C'est plus tard, en 1968, qu'ils co-fonderont le bureau CERAU.

## Éducation
Après ses études secondaires, Françoise Blomme intègre l'E.N.S.A. - la Cambre dont elle sort diplômée en 1956 en tant que seule femme de sa promotion. Elle suit à l'époque l'atelier de Robert Puttemans. Des années plus tard elle obtiendra de l'Université Libre de Bruxelles un certificat en Écologie O.M.S en 1980 et une licence inter-facultaire en Environnement.

## Carrière

### Pratique de l'architecture
Françoise Blomme commence sa carrière auprès de son père Yvan Blomme, ils collaboreront notamment pour l'Exposition Universelle de Bruxelles en 1958. En 1960 elle réalise avec son époux, José Vandevoorde, leur maison personnelle à Boistfort (11 avenue des Staphylins). L'ouvrage remporte le prix Van de Ven en 1961. Au décès de son père en 1961, elle reprend le bureau avec son époux et le renomme "J. et F. Vandevoorde-Blomme". Le couple s'associe ensuite avec Roger Thirion et André Bauwens pour fonder le bureau d'architecture et d'urbanisme CERAU. Elle quitte le bureau en 2001.

#### Types de réalisation
Dans le cadre de son travail pour le CERAU, Françoise Blomme a mené des recherches sur l'architecture destinée aux enfants, notamment pour la réalisation en 1986 de l'hôpital Reine Fabiola à Laeken et pour une école pour nomades dans le Sahel dans le cadre d'un projet pour Oxfam. Ses ouvrages sont également destinés aux personnes âgées : la réhabilitation de l'institut Pachéco à Bruxelles ainsi que différentes maisons de repos.
Elle a ainsi été chargée de nombreux programmes hospitaliers à Bruxelles et à l'étranger : l'hôpital Erasme, la Maternité de la Fondation Lambert, l'Hôpital pédiatrique de Tunis ou encore l'Hôpital d'Ocuri en Bolivie.
Au-delà de ces sujets-là, le bureau se spécialise dans la réalisations de bâtiments d'enseignements, d'équipements sociaux, de complexes industriels et administratifs ou encore des équipements culturels, sportifs et de loisirs. Les constructions se situent principalement en Belgique mais également à l'étranger. CERAU obtiendra de nombreux prix et distinctions pour ses différents ouvrages.
Le CERAU a également été proche de l'Université Libre de Bruxelles et a réalisé plusieurs bâtiments pour ses différents campus : le bâtiment O du Solbosch (1969), plusieurs bâtiments de la Plaine ainsi que les laboratoires du campus de Rhode-Saint-Genèse (1963).

Françoise Blomme a également participé à des projets d'urbanisme de grande ampleur, notamment autour du campus de Louvain-la-Neuve, de la Plaine (ULB) ou encore à l'étranger, comme en Algérie, au Maroc ou au Niger.

#### Techniques innovantes et Tarc - system
Le CERAU a effectué de nombreuses recherches sur un système constructif d'éléments en béton préfabriqué nommé TARC-system, et ce dès 1965. La première grande réalisation basée sur ce système est le siège administratif de la banque Vinçotte à Linkebeek en 1966, la seconde le bâtiment O en 1969. Par la suite, les architectes concevront également le siège administratif de Fabricom à Uccle en 1971.

### Engagement
Françoise Blomme devient membre en 1971 puis présidente de 1986 à 1988 de la S.C.A.B., la Société Centrale d'Architecture de Belgique. Elle devient ainsi une des rares femmes membres de la Centrale, aux côtés de Simone Guilissen-Hoa ou Nicole Beeckmans.
De 1990 à 1993 elle est membre du Conseil provincial de l'Ordre des architectes du Brabant francophone dont elle sera Vice-Présidente de 1992 à 1993.
En 2000 elle devient membre de l'Ufvab, l'Union des femmes architectes belges. Il s'agit de la branche belge de l'Union Internationale des Femmes Architectes, fondée en 1996.

### Publications
En 2001, Françoise Blomme quitte le bureau pour se consacrer à la biographie de son grand-père, Adrien Blomme. L'ouvrage est publié en 2004 au CIVA.

## Œuvre
- 1960 : Maison personnelle à Boitsfort
- 1966 : Siège administratif Vinçotte à Linkebeek
- 1969 : Centre de calcul de l'ULB, Ixelles - campus du Solbosch

## Prix et distinctions
- 1961 : mention au prix Van de Ven pour leur maison personnelle à Boitsfort[6]